# سنت مارتین (مینه‌سوتا)
سنت مارتین، مینه‌سوتا (به انگلیسی: St. Martin, Minnesota) یک شهر در ایالات متحده آمریکا است که در شهرستان استیرنز، مینه‌سوتا واقع شده‌است.

## خصوصیات
سنت مارتین ۲٫۲۳ کیلومترمربع مساحت و ۳۰۸ نفر جمعیت دارد و ۳۸۱ متر بالاتر از سطح دریا واقع شده‌است.